# Aleksandyr Bogoridi
Książę Aleksandyr Bogoridi (bułg. Александър Богориди, gr. Αλεχανδρος Βογοριδης, tur. Aleko Paşa; ur. 1822 w Konstantynopolu, zm. 17 lipca 1910 w Paryżu), znany także jako Aleko Bogoridi – wysoki urzędnik i dyplomata osmański pochodzenia bułgarskiego, minister robót publicznych, poczt i telegrafów, członek Najwyższej Rady Państwa. Pierwszy generalny gubernator Rumelii Wschodniej (1879–1884).

## Życiorys
Był synem księcia Stefana Bogoridiego, wysokiego urzędnika państwowego w Imperium Osmańskim i prawnukiem Sofroniusza, świętego Kościoła prawosławnego. Podstawową edukację odebrał w greckiej Wielkiej Szkole Narodowej w Stambule, następnie uczył się w Jassach oraz we Francji. Wyższe wykształcenie zdobył w Niemczech, gdzie studiował prawo państwowe.
Po powrocie do Imperium Osmańskiego został wysokim urzędnikiem państwowym. Piastował funkcje m.in. członka Najwyższej Rady Państwa i ministra robót publicznych, poczt i telegrafów. Zaangażował się także w działalność dyplomatyczną, obejmując posady przedstawiciela dyplomatycznego w Mołdawii, doradcy w ambasadzie w Londynie oraz ambasadora w Wiedniu (1876–1877).
Wkrótce po kongresie berlińskim, 13 marca 1879 został mianowany przez sułtana tureckiego pierwszym generalnym gubernatorem nowo powstałej Rumelii Wschodniej. Jego kandydaturę poparły mocarstwa zachodnioeuropejskie oraz Rosja. Po przybyciu 15 maja do stolicy Rumelii, Płowdiwu, Bogoridi zastąpił swój fez bułgarskim kołpakiem, dowodząc w ten sposób przywiązania do Bułgarów i poparcia dla aspiracji zjednoczeniowych wyrażanych przez bułgarską część ludności kraju. W czasie swojej pięcioletniej kadencji zbliżył się z działaczami Partii Liberalnej, z którymi łączyła go m.in. niechęć wobec Rosji. Dzięki poparciu Bogoridiego liberałowie zwyciężyli w wyborach do parlamentu przeprowadzonych w 1883.
W kwietniu 1884 upłynęła jego kadencja na stanowisku gubernatora. Na skutek sprzeciwu Rosji oraz polityków Partii Narodowej nie został wybrany powtórnie.
W 1886, po abdykacji Aleksandra I Battenberga, kandydował na stanowisko następcy tronu Księstwa Bułgarii, ale przegrał z Ferdynandem I Koburgiem.
Zmarł w 1910 w Paryżu. Jego imieniem została nazwana główna ulica strefy pieszej w Burgasie.